# Obelisco negro
El Obelisco negro de Salmanasar III es un monumento que data del año 827 a. C. y fue erigido en época del Imperio asirio, extendido por Mesopotamia en la zona de los ríos Tigris y Éufrates.

## Hallazgo e historia

Mapa del área de influencia del Imperio asirio

La escultura fue hallada en 1846, por el arqueólogo Austen Henry Layard en Nimrud (o Kalhu, antigua capital asiria) situada junto al río Tigris, a unos 30 km al sudeste de Mosul en el actual Irak y fue erigido como monumento público, en tiempos de guerra civil, y en sus relieves se enumeran los logros realizados por el rey Salmanasar III, hijo y sucesor de Asurnasirpal II que gobernó Asiria entre 858 a. C. y 824 a. C. y su comandante en jefe, en treinta y un años, que reflejan los tributos que recibieron de otros reinos sometidos por los asirios: camellos, monos, elefantes y un rinoceronte, metales, madera, marfil y en cinco escenas repartidas en cada cara del obelisco (en total 20 recuadros), se narran junto a una escritura cuneiforme que reza.
- Tributo de los habitantes de Guilzanu (reino del noroeste de Irán).
- Tributo de Jehú, rey del Lugar de Omri (antiguo reino del norte de Israel).
- Tributo del país de Musri (probablemente Egipto).
- Tributo de Marduk-apilusur, príncipe del país de Sukhu (reino del medio Éufrates situado entre Siria e Irak).
- Tributo de Qarparunda, príncipe del país de Khattin (Antioquía, actual provincia de Hatay, Turquía).

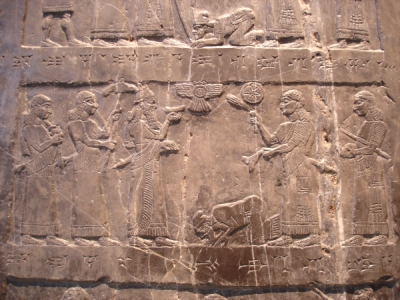
Relieves del segundo registro del obelisco negro, en el que aparece un emisario del rey israelita Jehú u Oseas, o acaso uno de ellos, postrándose ante el monarca asirio Salmanasar III. El texto cuneiforme asirio expresa: "El tributo de Oseas, hijo de [la Casa de] Omri", cosa que no implica que la figura postrada sea necesariamente un rey.

El obelisco fue situado en una sala de audiencias del palacio de Kalhu, como propaganda de su reinado y es en uno de sus relieves en el que se ve la imagen más antigua de un israelita que se conoce (la un emisario del rey Jehú u Oseas, o acaso la de uno de ellos).

## Descripción
- Una inscripción de los logros del rey, sus ascendientes y títulos.
- Forma: Obelisco de base rectangular coronado por un pirandón escalonado.